# 巴尔纳维尔拉贝尔特朗
巴尔纳维尔拉贝尔特朗（法語：Barneville-la-Bertran）是法国卡尔瓦多斯省的一个市镇，属于利西厄区（Lisieux）翁夫勒县（Honfleur）。该市镇2009年时的人口为127人。

## 人口
巴尔纳维尔拉贝尔特朗人口变化图示
| 数据来源：INSEE |